# Crisopelea
En la mitología griega Crisopelea o Crisopelia (en griego Χρυσοπέλεια, Chysopéleia) era una ninfa hamadríade de Arcadia. Acaso sea la misma que Erato.
El relato de Crisopelea nos lo ofrece Tzetzes, a saber: «Árcade, el hijo de Zeus o de Apolo y de Calisto, la hija de Licaón, según dice Caronte de Lámpsaco, halló en una cacería a una de las ninfas hamadríadas en peligro y a punto de perecer por causa de un río, acrecentado por las lluvias del invierno, sobre la encina en la que la ninfa había nacido. Así que desvió el río y reforzó la encina con un montón de tierra. La ninfa, Crisopelea de nombre, según Eumelo, unida a él, da a luz a Élato y a Afidante, de los que son también los arcades, según dice Apolonio».
La Biblioteca la menciona tan solo como la posible esposa de Árcade y madre de sus hijos, al menos de Élato y Afidante. Las otras opciones son Leanira, hija de Amiclas, y Meganira, hija de Crocón. Apolodoro especifica que Crisopelea, como esposa de Árcade, era mencionada en la obra de Eumelo.